# Ozom III
Ozom III est une localité de la région du Centre au Cameroun, localisée dans la commune de Lobo et le département de la Lekié.

## Population
En 1965, Ozom III comptait 334 habitants, principalement des Eton.
Lors du recensement de 2005, ce nombre s'élevait à 118.